# Torero

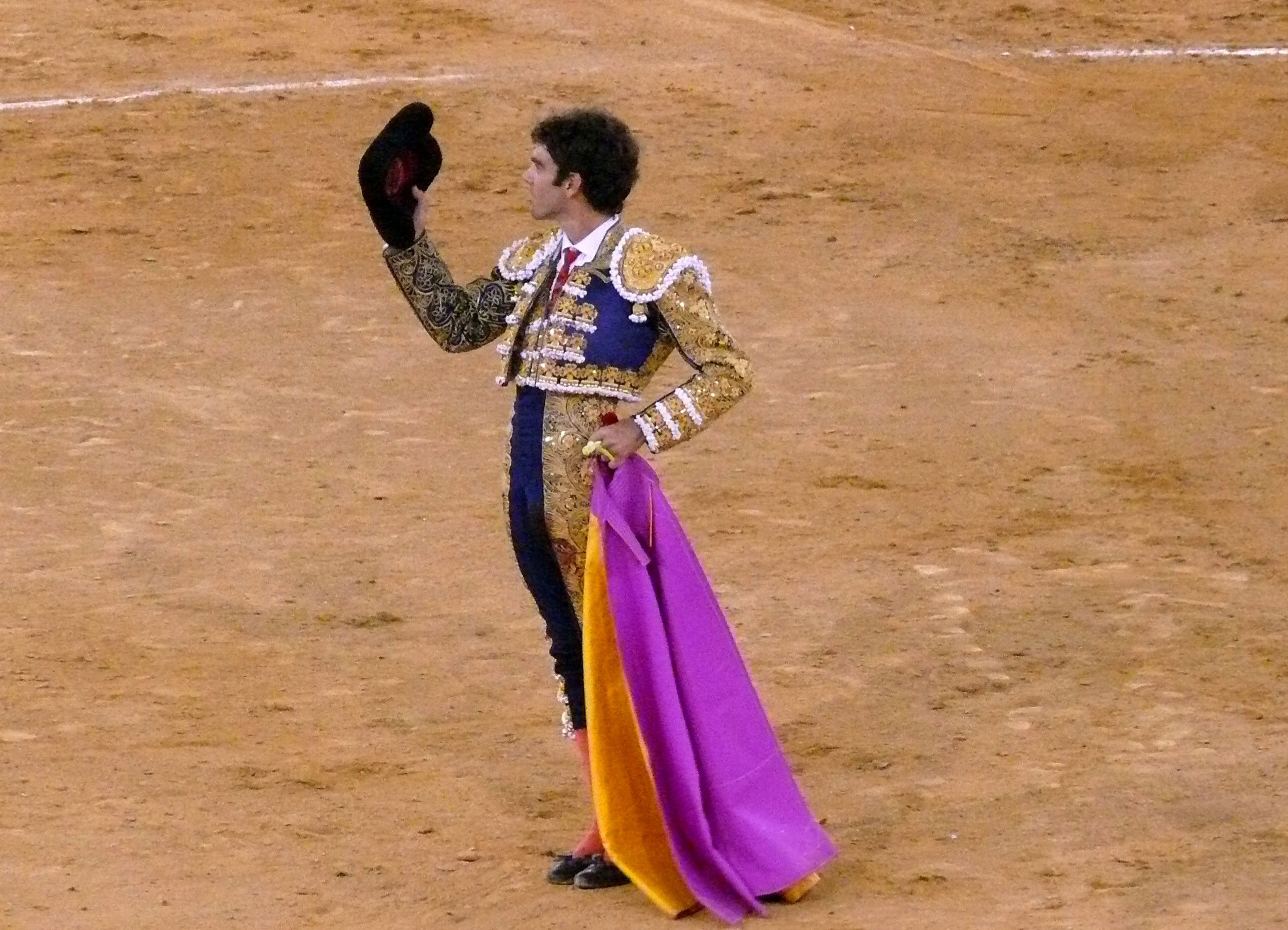
El torero José Tomás durante el brindis de una faena en Almería.

El torero es la persona cuyo oficio consiste en torear, es decir en lidiar en una plaza de toros una corrida de toros, siendo esta el nombre que recibe el conjunto de toros que se lidian en la plaza. El torero también recibe el nombre de matador de toros, diestro o espada, en otros periodos de tiempos recibió el nombre de atoreador —usado antiguamente en Andalucía— o toreador. Toreador se refería a todo aquel que, a pie o a caballo, entraba a la plaza a lidiar con toros. Sin embargo el DRAE consigna hasta su edición de 1869 que toreador era el «que lidia los toros a caballo, a distinción del torero» y a partir de la edición de 1884 simplemente «el que torea».
Torero hace referencia tanto al profesional que lidia a pie como al de a caballo. Entre los toreros a pie se distinguen según su jerarquía el matador de toros y los subalternos o banderilleros a las órdenes del matador. Entre los toreros a caballo se distinguen en primer lugar el rejoneador, que tiene la misma categoría que el matador de toros y los picadores que son subalternos del rejoneador.
El Reglamento taurino distingue la clasificación entre todos los toreros, tanto de los matadores de toros, de los matadores de novillos con o sin picadores y de los rejoneadores, como de los subalternos banderilleros y picadores.
Las primeras noticias sobre toreros profesionales en una corrida de toros datan del siglo xiv, dos hombres contratados por Carlos II el Malo, rey de Navarra en el mes de agosto del año 1385, a los que el monarca ordenó abonar cincuenta libras —castellanas—, a pesar de estar vetada la profesionalización de los lidiadores por las Partidas de Alfonso X. El documento del que se extrae esta información está albergado en el Archivo de la Cámara de Comptos Reales de Navarra, cajón 49, número 62.

## Origen

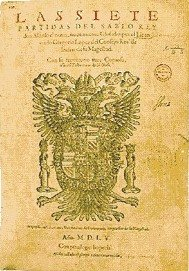
Las Siete Partidas de Alfonso X

El origen de los primeros toreros es difuso, al no ser posible concretar el momento exacto en el que surgieron las primeras personas que corrieron toros y los burlaron esquivando las embestidas de estos durante fiestas y celebraciones populares españolas. Las referencias documentadas indican que estas actividades se realizaban en el siglo xiii en Cuéllar (Segovia) y que Alfonso X en las Siete Partidas prohibió cobrar por torear, recortar o saltar con garrocha toros bravos. En el siglo xiv Carlos II de Navarra ordenó el pago a dos matatoros que torearon en Pamplona en 1385 en presencia del monarca. Dos años después en Fraga (Huesca) se celebró otro festejo taurino.
En el siglo xvi y XVII los lidiadores eran caballeros rejoneadores que se ejercitaban lanceando toros auxiliados por pajes o peones encargados estos de realizar quites —suerte que libra del peligro de la acometida de la res— o colocaban al toro según las necesidades del rejoneador. Otra de las funciones que desempeñaron dichos auxiliares fue la de finalizar la lidia y dar muerte al toro cuando el rejoneador erraba con el rejón y se veía obligado a descabalgar o realizar el empeño a pie. Entrado el siglo XVIII los auxiliares habían adquirido más competencias, lidiaban, burlaban, recortaban o parcheaban al toro —antecedente de las banderillas—, incluso fueron sustituyendo poco a poco al rejoneador en la labor de estoquear al astado. Algunos caballeros los tomaron bajo su protección dando lugar a los primeros contratos entre los caballeros rejoneadores y los auxiliares, el primero de estos lidiadores a pie contratado fue Francisco Romero, considerado el primer torero a pie.
El origen del torero moderno tal y como está definido y como responsable de la lidia del toro bravo en el ruedo se sitúa en el siglo XVIII cuando los caballeros alanceadores dejan de practicar el rejoneo tras las reformas que Felipe V ordenó entre 1704 y 1725 sobre las formas de montar a caballo, en la que se vetaba la monta tradicional española a la jineta, y era sustituida por la monta a la brida, imposibilitando el torero a caballo. Ante la dificultad de poder rejonear, la nobleza abandonó la lidia dejando paso a los nuevos toreros que ya habían empezado a lidiar por su propia cuenta ganándose el favor del pueblo.

## Formación
El torero se ha formado en las escuelas de tauromaquia desde el siglo XIX en que se creó la Escuela de Tauromaquia de Sevilla. Con anterioridad era habitual que los jóvenes aspirantes a toreros frecuentasen los mataderos al amanecer de forma que les fuese posible torear las reses que eran llevadas al mismo. En el siglo XX surgió la figura del maletilla, jóvenes sin recursos que buscaban una oportunidad para convertirse en toreros profesionales.

### El maletilla

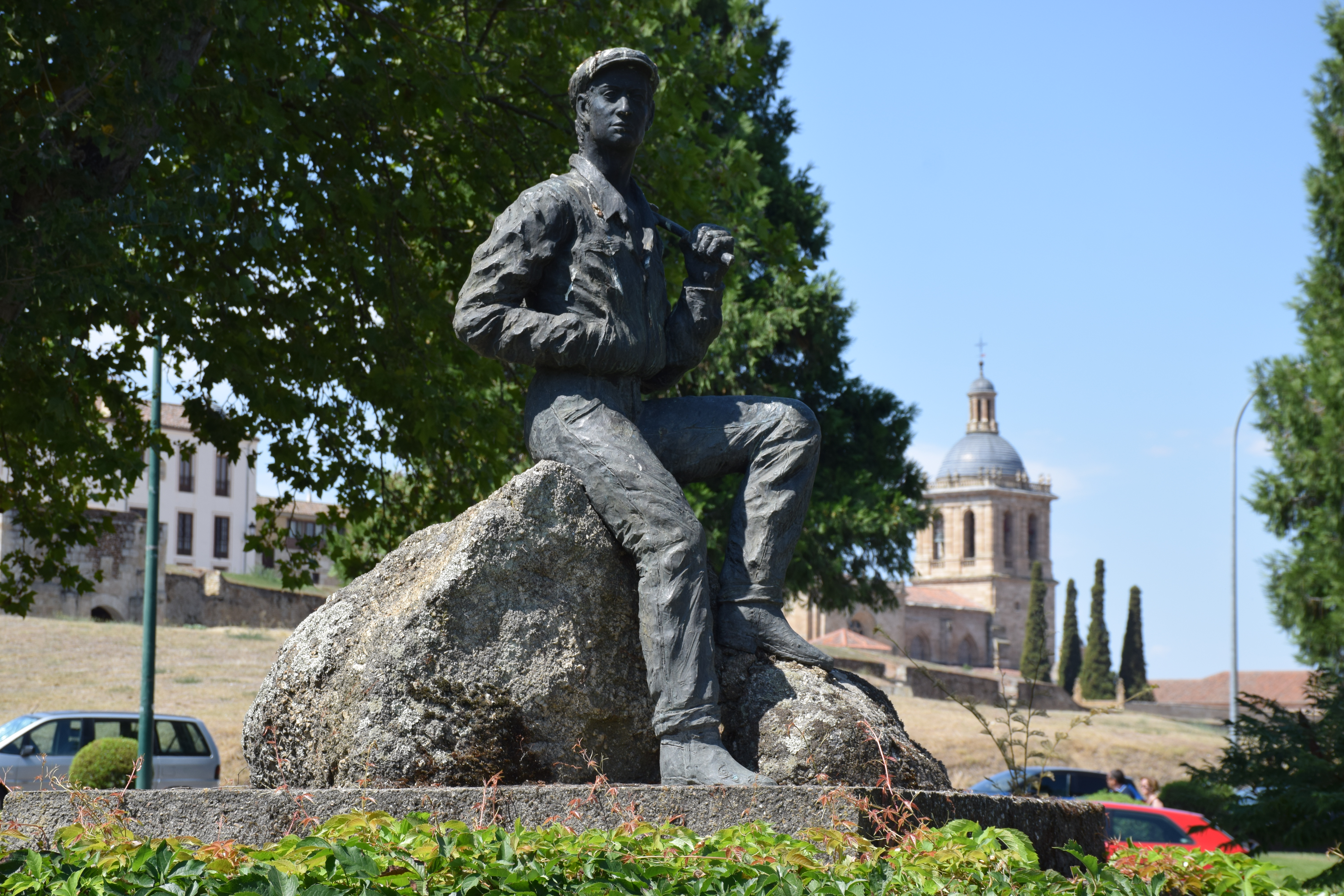
Monumento al maletilla

Derivado de la palabra maleta, es decir mal torero, el maletilla era el nombre que recibía un joven aspirante a torero, que sin tener recursos ni medios se abría camino toreando en las fincas de ganaderías bravas, en becerradas, tientas y capeas organizadas por estas, incluso furtivamente entrando de noche en las ganaderías con el fin de dar unos lances a algún toro. El maletilla surgió durante el desarrollo económico de España entre los años 1960 y 1970. Entre los maletillas que alcanzaron ser toreros profesionales se encuentran el Cordobés, quien como maletilla fue de uno a otro pueblo participando en capeas hasta ser figura del toreo reconocido mundialmente en 1964. Sebastián Palomo Linares, el último maletilla, fue otro torero que inició su andadura en la profesión taurina como maletilla, el torero ya destacaba siendo becerrista, fue el triunfador del concurso taurino La oportunidad unas novilladas en las que ocho mil maletillas buscaban ser toreros.

### En elsigloXX

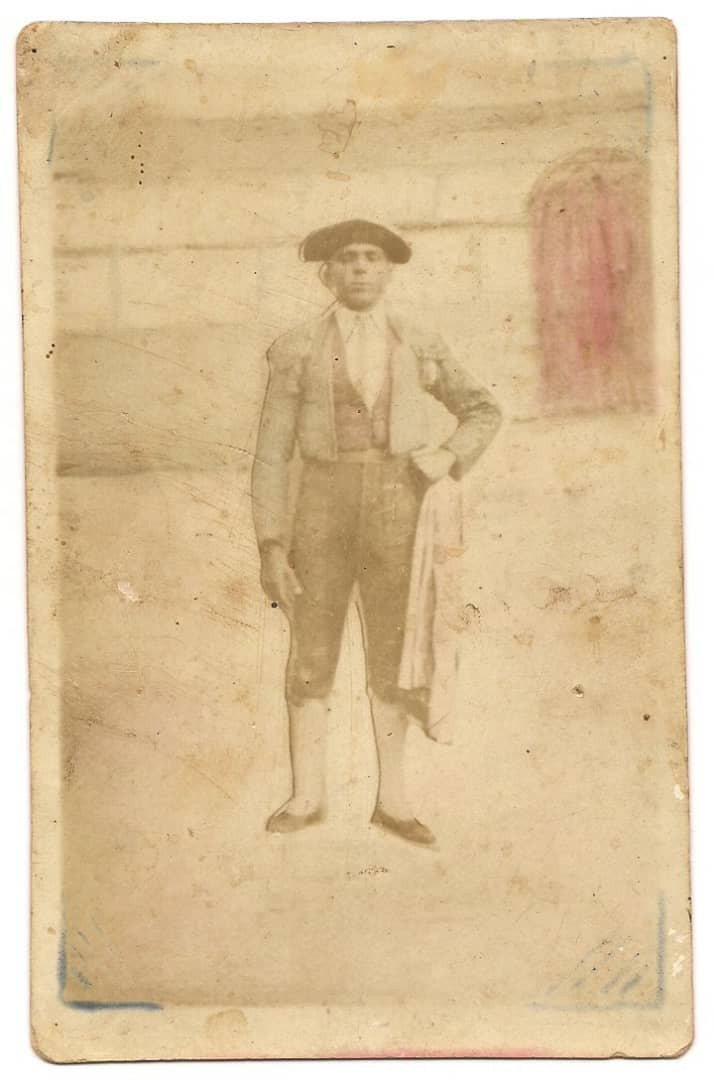
José de Jesús Hernández Rangel (torero venezolano). Daguerrotipo de 1925.

El reglamento taurino del año 1996 estableció que las escuelas taurinas eran el medio habitual por el cual debían formarse los toreros profesionales, sin que ello represente un abandono de los estudios obligatorios por parte de los aspirantes.
Los futuros toreros, antes de poder ejercer como tales, han pasado por un periodo de formación tanto si aspiran a ser toreros a pie como rejoneadores. La primera etapa por la que pasa el futuro matador de toros es la de novillero sin picadores, en las que se combinan lecciones teóricas y prácticas en las que se reproducen faenas o se lidia en el campo novillos hasta dos años, supervisados por matadores de toros profesionales con al menos cinco años de antigüedad. Este primer periodo tiene una duración mínima de un año.
Una vez completada la primera etapa, el novillero se inscribe en el Registro General de Profesionales Taurinos, dependiente del Ministerio de Cultura y Deporte español en la categoría de novillero sin picadores, para ello debe ser presentado por un profesional de categoría superior a la suya o por un ganadero que de fe de la adecuada preparación del novillero o bien que este haya sido alumno de una escuela de tauromaquia registrada. Dicho novillero ha de tener dieciséis años cumplidos para inscribirse en dicho registro profesional.
A la siguiente categoría, la de novillero con picadores, el novillero aspirante debe acreditar que ha toreado un mínimo de diez novilladas sin picadores. Una vez obtenido el registro en la nueva categoría el novillero puede lidiar novillos con o sin picadores.
Para poder registrarse como torero profesional, matador de toros, el novillero con picadores ha de acreditar que ha toreado un mínimo de veinticinco novilladas picadas y tomar la alternativa de manos de un torero matador de toros profesional en una plaza de toros. Una vez tomada la alternativa el reglamento establece que el nuevo torero tiene obligación de confirmar la alternativa en Madrid,  en la plaza de toros de Las Ventas.
El reglamento taurino de México establece que todos los toreros que actúen por primera vez en una plaza de toros mexicana de primera categoría, han de confirmar la alternativa en la plaza principal de la capital, la plaza Monumental de México.

## Funciones del torero

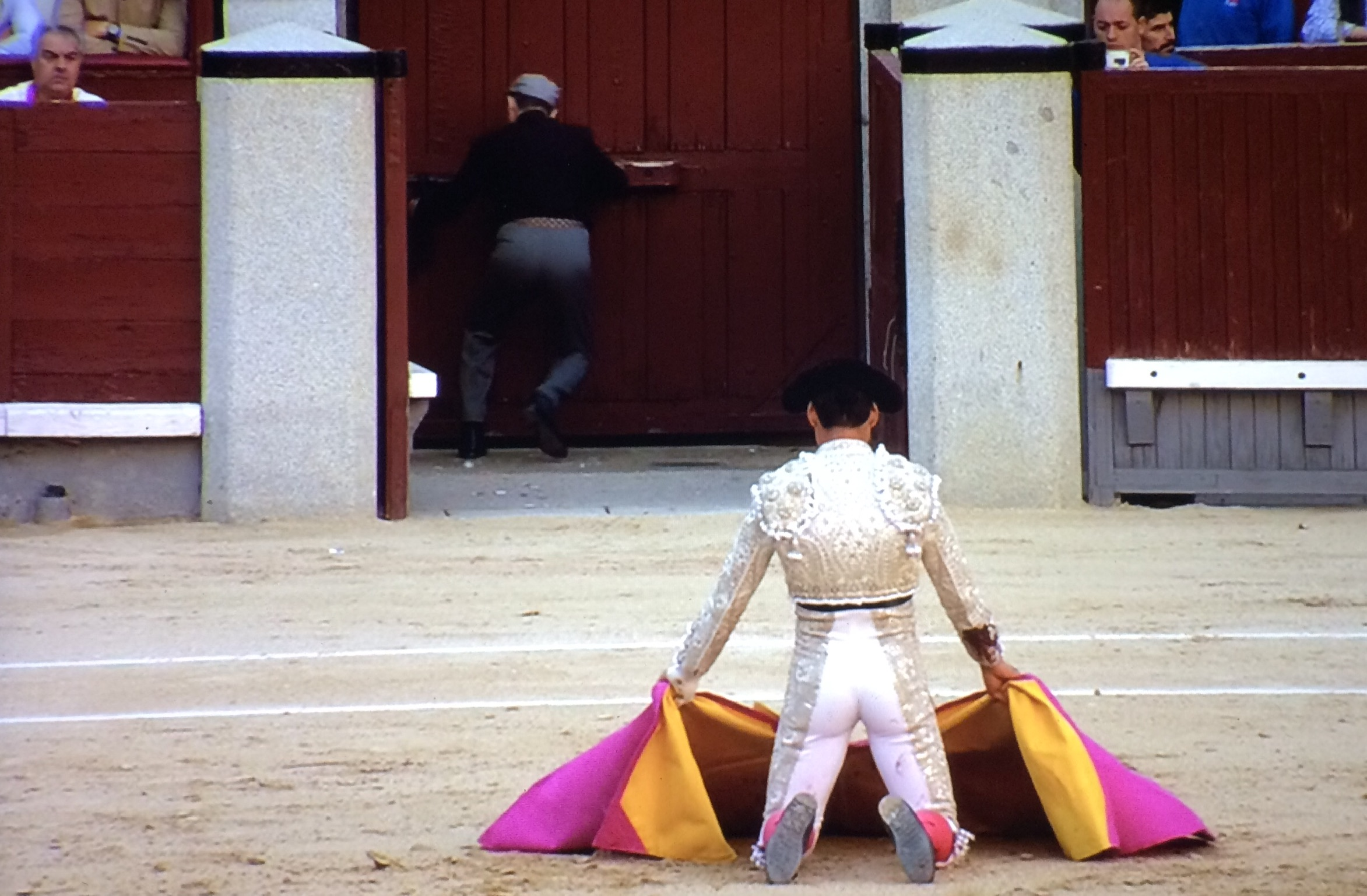
Gómez del Pilar a Puerta Gayola en Las Ventas

La función del torero —matador de toros— es la de lidiar —torear— al toro en la plaza de toros durante una corrida de toros. Para lidiar al toro el torero emplea una serie de suertes —acciones que se valen del engaño: capote y muleta para hacer que el toro pase cerca del torero— con el objetivo de esquivar las embestidas del toro y domarlo.  En el caso de los rejoneadores las suertes se realizan a caballo, asumiendo el equino las funciones que despeñan el capote y la muleta a la hora de burlar al toro.
Además de en la lidia el reglamento taurino establece que el torero con más antigüedad de los actuantes ejerce como director de la misma en la corrida de toros en la que participa. Otra de sus funciones es la de sobresaliente en aquellas corridas de toros en las que solo torean uno o dos espadas, su papel entonces es la de sustituir a algunos de los diestros heridos, que por no poder continuar la lidia, han de ser sustituidos; en el caso de las corridas de rejones, el sobresaliente es el que ayuda en la lidia al rejoneador. El torero también actúa como director de lidia en las lecciones prácticas con reses bravas impartidas por las escuelas de tauromaquia, para ello deben cumplir los requisitos establecidos en el artículo 92.5 de dicho reglamento. Por último en becerradas, tanto en las que participan profesionales, como en las que participa el público local, también es preceptiva la presencia de un matador de toros o novillero con picadores profesional.

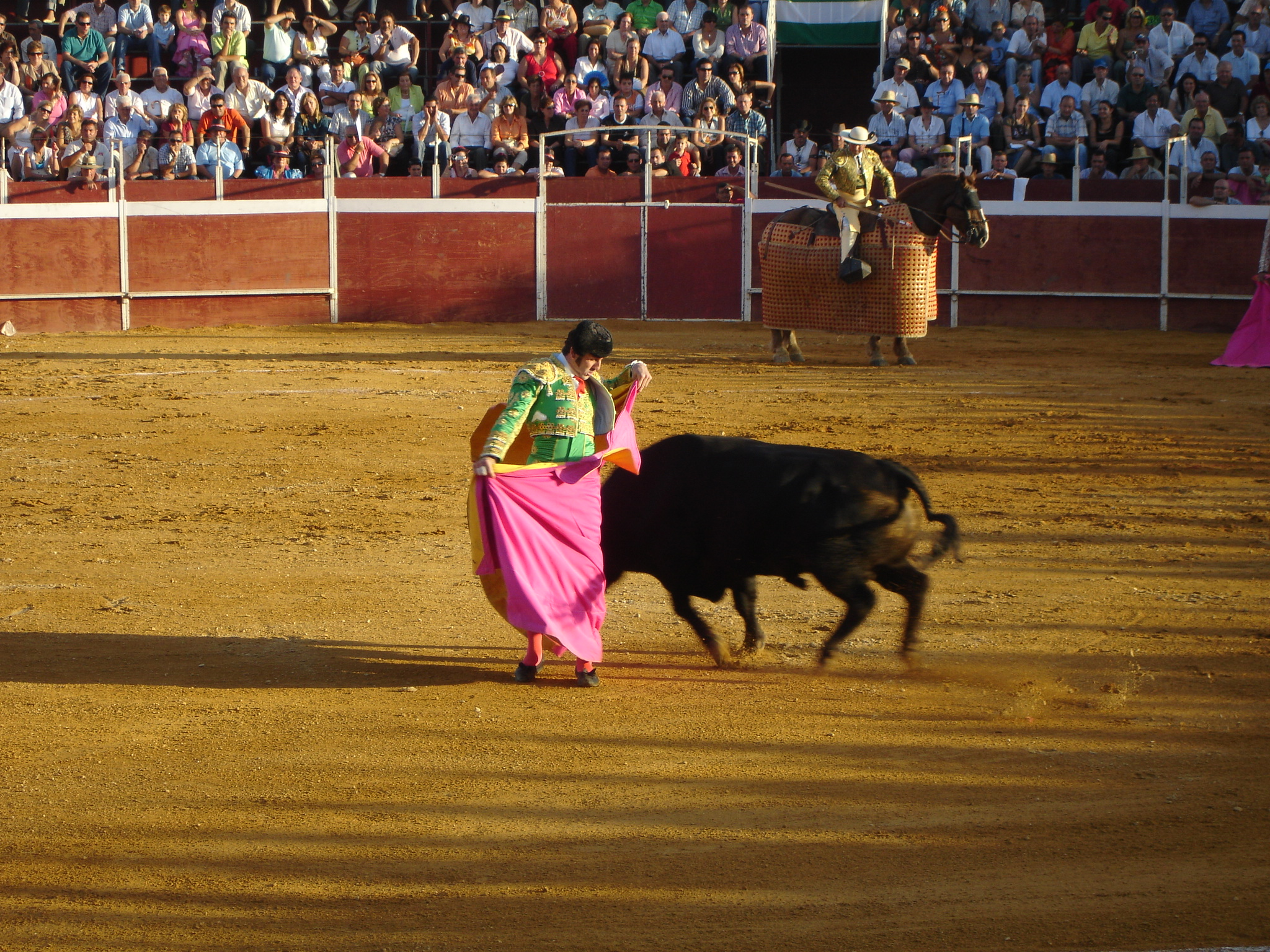
Juan José Padilla realizando una Chicuelina en el tercio de varas

Desarrolla su labor siguiendo el orden de la lidia establecido en tres tercios: el tercio de varas, el tercio de banderillas y el tercio de matar. Recibe al toro cuando este sale al ruedo al inicio de la lidia, emplea el capote y su labor consiste en detener o parar al toro citándolo para que acuda al mismo y poco a poco vaya fijándose en la tela hasta que el torero logra que mantenga su atención en la misma, es decir que el toro va acortando la distancia recorrida en las embestidas al tiempo que repite la embestida hacia el mismo. El objeto de este primer contacto es el de descubrir las cualidades del astado tanto las positivas como las negativas, ya que la lidia del mismo depende de estas condiciones. Para recibir al toro se emplean diferentes lances de capote, también es frecuente ver a algunos toreros recibir a portagayola, una suerte arriesgada en la que el torero espera la salida del animal delante de la puerta de toriles.

### Primer tercio de la lidia
Tras el recibimiento del toro, se pasa al primer tercio de la lidia, el de varas, donde el torero solo interviene para llevar a la res al caballo para que sea picada según las condiciones del mismo y un número de veces según lo establecido en el reglamento taurino para la categoría de la plaza de toros —según sea de primera, segunda o tercera categoría—. El peón o subalterno es el que saca al toro del caballo, acto seguido el torero prueba mediante lances de capote las condiciones del toro, en este momento pueden realizarse quites por parte del siguiente matador de toros.

### Segundo tercio de la lidia

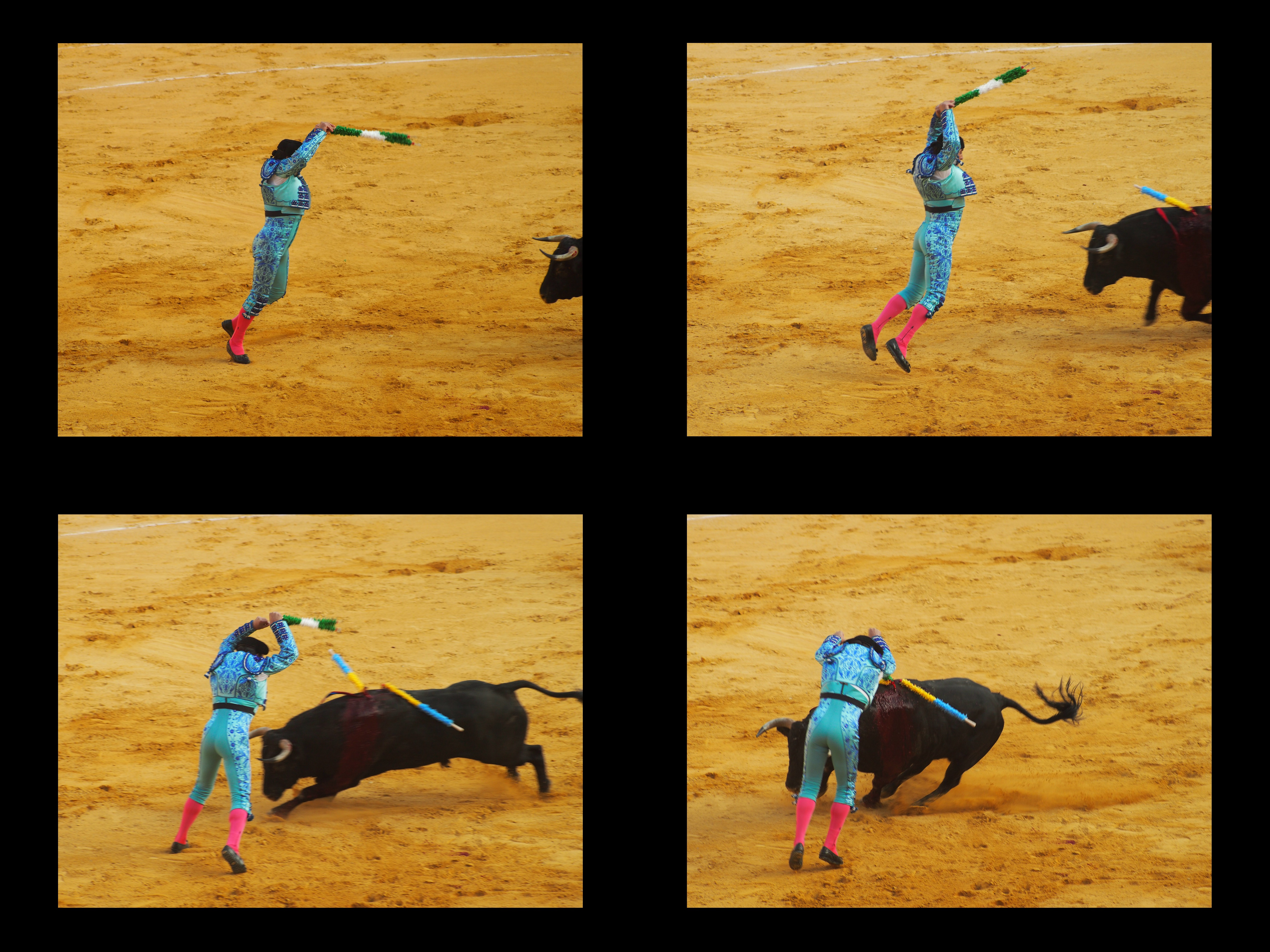
banderillero colocando banderillas

El segundo tercio de la lidia es el de banderillas, el torero que actúa habitualmente es el banderillero cuya función es la de poner las banderillas al toro. Ocasionalmente, si el matador de toros así lo decide, él mismo asume la función de banderillero, es el caso de toreros como Antonio Ferrera, David Fandila, el Fandi, Juan José Padilla o Manuel Escribano entre otros.

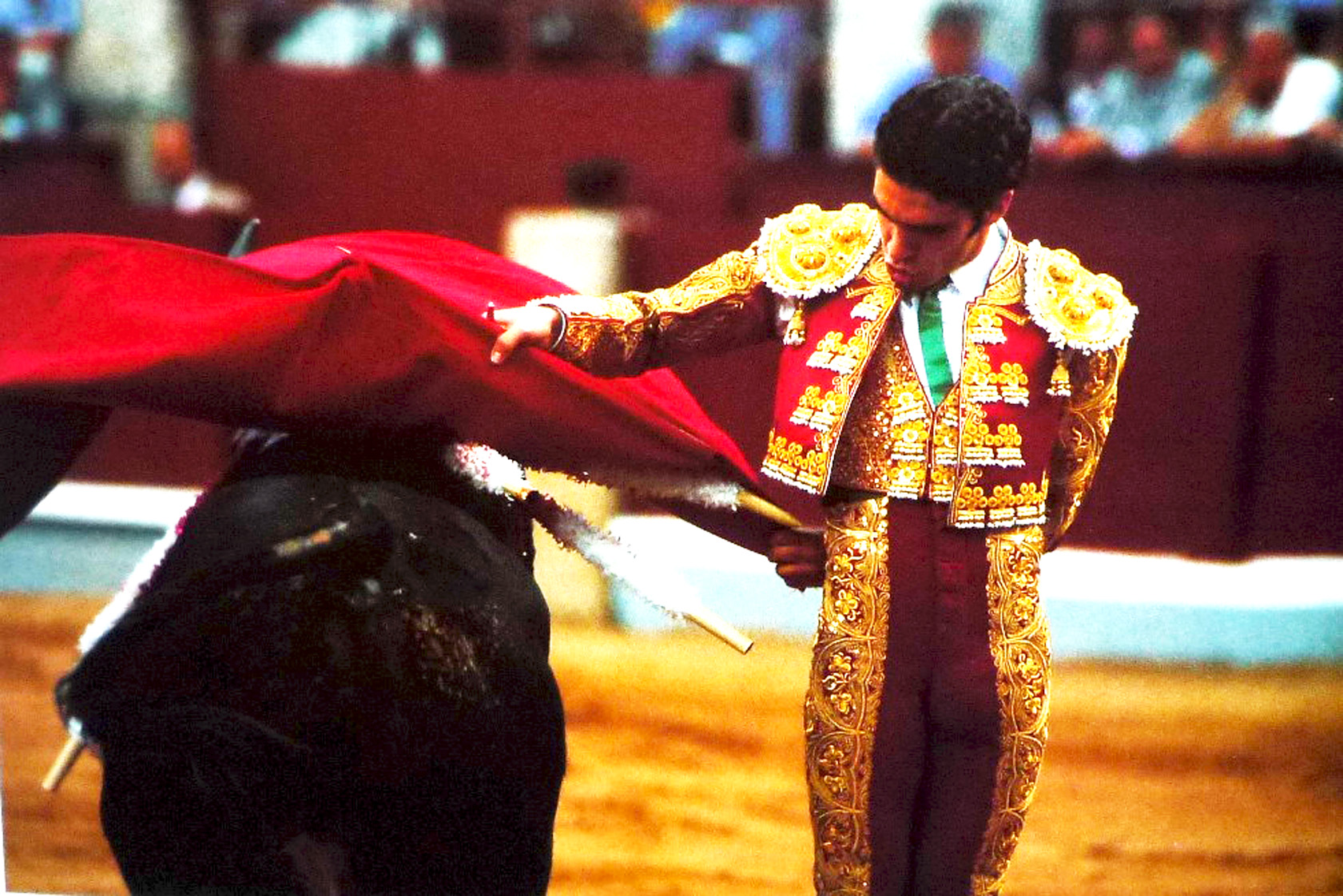
José Tomás, manoletina

### Último tercio
El último tercio o el de matar es en el que el torero matador de toros desarrolla la faena de muleta y finaliza con la muerte del toro mediante el estoque una vez terminada la lidia del mismo. En la faena de muleta el torero despliega todo su arte técnico, plástico y estético a través de las suertes realizadas con la muleta cuya función es la de preparar al toro para la realización de la suerte de matar.
La faena que realiza el torero en el último tercio de la lidia es la más valorada por el público, si bien todo el conjunto tiene su importancia e interés, pues todo él forma parte de la lidia que realiza el torero. Como se ha indicado, la función por tanto es la de lograr que el toro se someta a la muleta, es decir que la embista cuando el torero le cite, que la siga en su recorrido y que repita dichas embestidas, acciones que dependen de la habilidad técnica del torero. Para lograr su objetivo el diestro emplea series de pases de muleta o pases, escogiendo aquellos que entre un amplio repertorio, más se ajusten a las características del toro lidiado, pase natural, pase de pecho, pase cambiado, manoletina, estatuario, arrucina etc.
Una vez realizada la faena de muleta, el torero da la muerte al toro empleando una de las tras formas básicas de entrar a matar: la suerte de recibir, cuando el toro es el que acude hacia el torero, con lo que el torero realiza una estocada recibiendo; suerte a un tiempo, toro y torero van uno hacia el otro encontrándose en un punto intermedio; y por último la suerte al volapié cuando es el torero el que acude hacia el toro, mientras este permanece quieto, la estocada se denomina al volapié. El torero en función del éxito en la realización del último tercio y siempre que la estocada haya sido correcta puede obtener una serie de trofeos concedidos por parte  del público y por el presidente de la plaza como ovación, vuelta al ruedo, una o las dos orejas del astado, ambas orejas y además el rabo del mismo con lo que obtendría la salida de la plaza a hombros.

## Toreros famosos

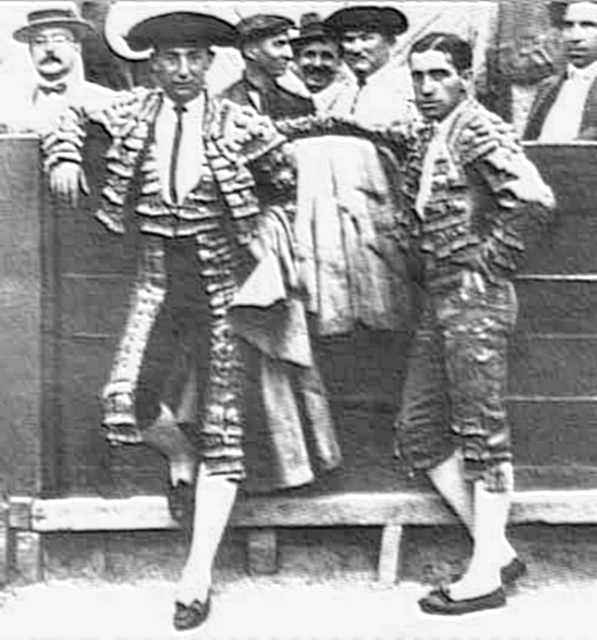
Joselito y Belmonte.

### Sigloxviii
A lo largo del siglo XVIII el auge por las corridas de toros en las que ya se torea a pie dio lugar a los nuevos toreros ya  definidos como tales, al tiempo que surgen los cosos cerrados para celebrar las fiestas de toros dando lugar a las plazas de toros fijas siendo la más antigua de la que se tiene constancia la plaza de toros de Béjar (Salamanca), construida en el año 1711. Surgen toreros como Juan Romero, hijo de Francisco Romero con el que surgió el concepto de cuadrilla de toreros que perfeccionó Joaquín Rodríguez Costillares, torero que inventó el volapié que más tarde mejoró Pepe-Hillo.
Con el torero José Delgado Pepe-Hillo llegaron las primeras publicaciones de las reglas y recomendaciones para torear o Tauromaquias, con indicaciones sobre la forma de ejecutar las suertes, poner banderillas y torear según las características del toro, publicada en Cádiz en el año 1796.

### Sigloxix
Fernando VII impulsa la creación en 1830 de la Escuela de Tauromaquia de Sevilla con la idea de retomar los festejos taurinos tras la guerra de la Independencia española. Al frente de la escuela estuvo el diestro Pedro Romero y de ella salieron toreros como Paquiro creador de otra de las Tauromaquias con recomendaciones para torrear o Cúchares quien aportó el torero de muleta con la mano derecha revolucionando la forma de torear.
Toreros como Antonio Carmona el Gordito gran banderillero e inventor del quiebro de frente a la hora de poner las banderillas vista por primera vez en Sevilla en 1858, fue además quien definió el tercio de banderillas como tal. Su discípulo Rafael Molina Lagartijo fue el torero que aportó la plasticidad estética a la forma de torear, que junto a la invención de la suerte de matar recibiendo del torero Frascuelo dieron paso a una forma de concebir el torero y a los toreros totalmente nueva.

### Sigloxx

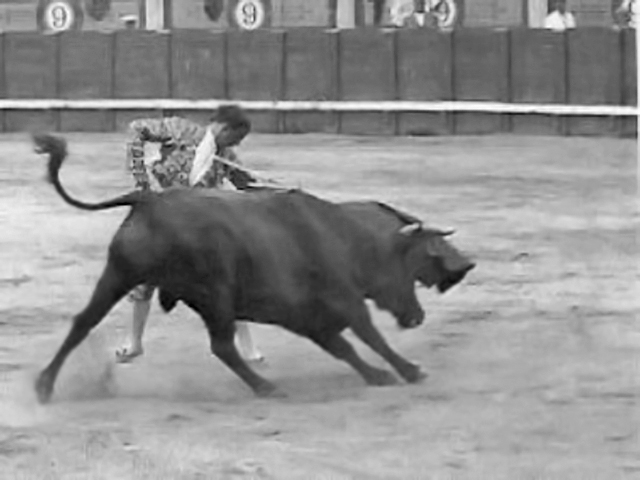
Joselito "El Gallo" dando un pase al natural.

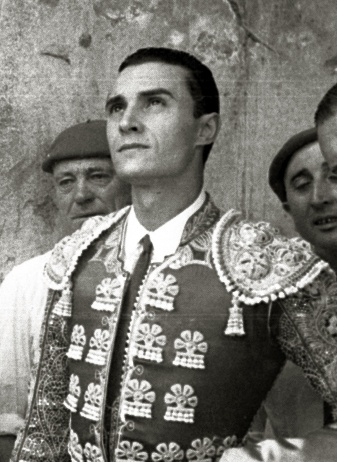
Luis Miguel Dominguín

Tras el dominio de Guerrita, retirado en 1899, se abrió un periodo de transición durante la primera década del siglo xx, con toreros como Antonio Fuentes, mencionado por Guerrita en la célebre cita en la que alude al toreo de Fuentes: «Después de mí naide... Después de naide, Fuentes [sic]»; el del mexicano Rodolfo Gaona, quién universalizó el toreo mexicano y también el toreo español, haciendo de las corridas de toros un patrimonio universal; junto con Rafael González Madrid Machaquito o Ricardo Torres Bombita, Rafael Gómez, Gallo y Vicente Pastor que ocuparon los primeros puestos de los escalafones. Esta fue la época dorada del toreo, que se extendió durante la década de 1910 a 1920 y que tuvo como máximas figuras a Juan Belmonte y a José Gómez Joselito. Ambos diestros están considerados los más importantes del toreo moderno por sus aportaciones al lidia, aportando lo mejor del toreo antiguo a la lidia de principios de siglo, fundamento técnico del modo de torear moderno.
El diestro Ignacio Sánchez Mejías aportó a la tauromaquia un después de las corridas de toros, es decir una vida fuera de las plazas de toros que traspasó a la sociedad intelectual del siglo XX. Ganaderos, escritores y poetas se interesaron por el toreo y a los toreros con otra perspectiva que le otorgó un carácter atractivo para los círculos sociales. La presencia de Sánchez Mejías en tertulias y eventos sociales coloca a las corridas de toros como referencia intelectual, donde autores de la talla de Federico García Lorca centraron el foco de parte de sus obras. Así queda unida a la cultura española formando un vínculo que dio destacadas obras en la prosa y la poesía de la generación del 27.
Tras la guerra civil española resurgieron las corridas de toros a través de Manolete, considerado uno de los toreros más completos del momento. Al mismo tiempo surgen figuras como Luis Miguel Dominguín, el mexicano Carlos Arruza, Pepe Luis Vázquez, Antonio Bienvenida, Pepín Martín Vázquez, Miguel Báez y Espuny el Litri, Julio Aparicio Martínez  y Agustín Parra Parrita. Si bien esta época se cierra con el fallecimiento de Manolete en la tragedia de Linares.
Fue un periodo intenso con nuevas rivalidades entre toreros plasmadas en interesantes faenas en los ruedos, la más destacada fue la rivalidad entre los toreros Luis Miguel Dominguín y su cuñado Antonio Ordóñez. La pugna entre ambos espadas inspiró al Premio Nobel de 1954, Ernest Hemingway, a escribir en 1959 El verano peligroso, obra póstuma que fue publicada en 1985.
En los años cincuenta destacó el venezolano César Girón, líder del escalafón taurino español de 1954 y 1956 y su hermano Curro en 1959 y 1961 o el español Chicuelo II, líder del escalafón de 1955. Destacan en los años sesenta toreros como Paco Camino, Jaime Ostos y Diego Puerta y Santiago Martín el Viti, torero que más puertas grandes ha abierto en Las Ventas, dieciséis veces.
Con la llegada de Manuel Benítez el Cordobés se introdujo en la fiesta la heterodoxia o la disconformidad con las tradiciones conservadoras de las corridas de toros, torero provocador y polémico, con el que el espectáculo tomó otras formas que la alejaron de las antiguas tradiciones. Junto con Palomo Linares ambos diestros iniciaron el proceso para desvincularse de la industria taurina conocida hasta entonces que imponía las condiciones de los contratos. La respuesta del torero a dicha situación fue la de iniciar una batalla junto con Palomo Linares conocida como el año de los guerrilleros, en la que solamente torearon en plazas de segunda y tercera categoría fuera de la influencia de la industria. Con el Cordobés las masas llegaron a las plazas de toros.
Las décadas de los setenta y los años ochenta los toreros se anunciaron en la mayoría de los ruedos españoles dentro de la expansión comercial del momento, el Cordobés se anunció en el Astrodome de Houston donde hizo el paseíllo junto al torero estadounidense, John Fulton. En plena expansión y auge de la nueva tauromaquia surgieron otras grandes figuras como: Francisco Rivera Paquirri —lideró el escalafón de 1972— Curro Romero, Rafael de Paula que dominó el toreo técnico, Curro Vázquez con un toreo elegante, Manolo Vázquez, Manolo Martínez, Eloy Cavazos, Pedro Gutiérrez Moya El Niño de la Capea —lideró el escalafón en 1975, 1976, 1978, 1979 y 1981—, Dámaso González —primero del escalafón en 1980—, Antoñete, Julio Robles con su dominio del capote y de la muleta, Francisco Ruiz Miguel quien abrió diez veces la puerta grande de Las Ventas, Juan Antonio Ruiz Espartaco —primero en el escalafón en 1982 y de 1985 a 1991—, Paco Ojeda —primero en el escalafón en 1983—, José Mari Manzanares —primero del escalafón en 1984—.
La siguiente década, la de los noventa, fue un periodo intenso en cuanto a número de corridas celebradas, incluso toreros de escalafón llegaron a torear en corridas de toros celebradas en plazas portátiles, las masas continúan acudiendo a las plazas, se abandona la ortodoxia del toreo para buscar complacer al espectador desviándose de la pureza y la tradición que se habían visto hasta entonces en los ruedos, las faenas de los diestros buscaron más la eficacia que la belleza. Destacaron toreros como, Enrique Ponce —primero en el escalafón de 1992 y 1993— quien superó el número de corridas de toros toreadas por el Cordobés, ciento veintiuna, con un total de ciento cincuenta y tres festejos realizados por Ponce. César Rincón, destacó por su personalidad en el ruedo y por tener una técnica depurada, en su trayectoria profesional, el espada colombiano logró abrir un total de seis puertas grandes en Las Ventas —cuatro de ellas en el mismo año, 1991—.
Entre los diestros que perdieron la vida en los ruedos en el siglo XX se encuentran José Mata, José Falcón, Francisco Rivera Paquirri  y José Cubero Yiyo.

### Sigloxxi

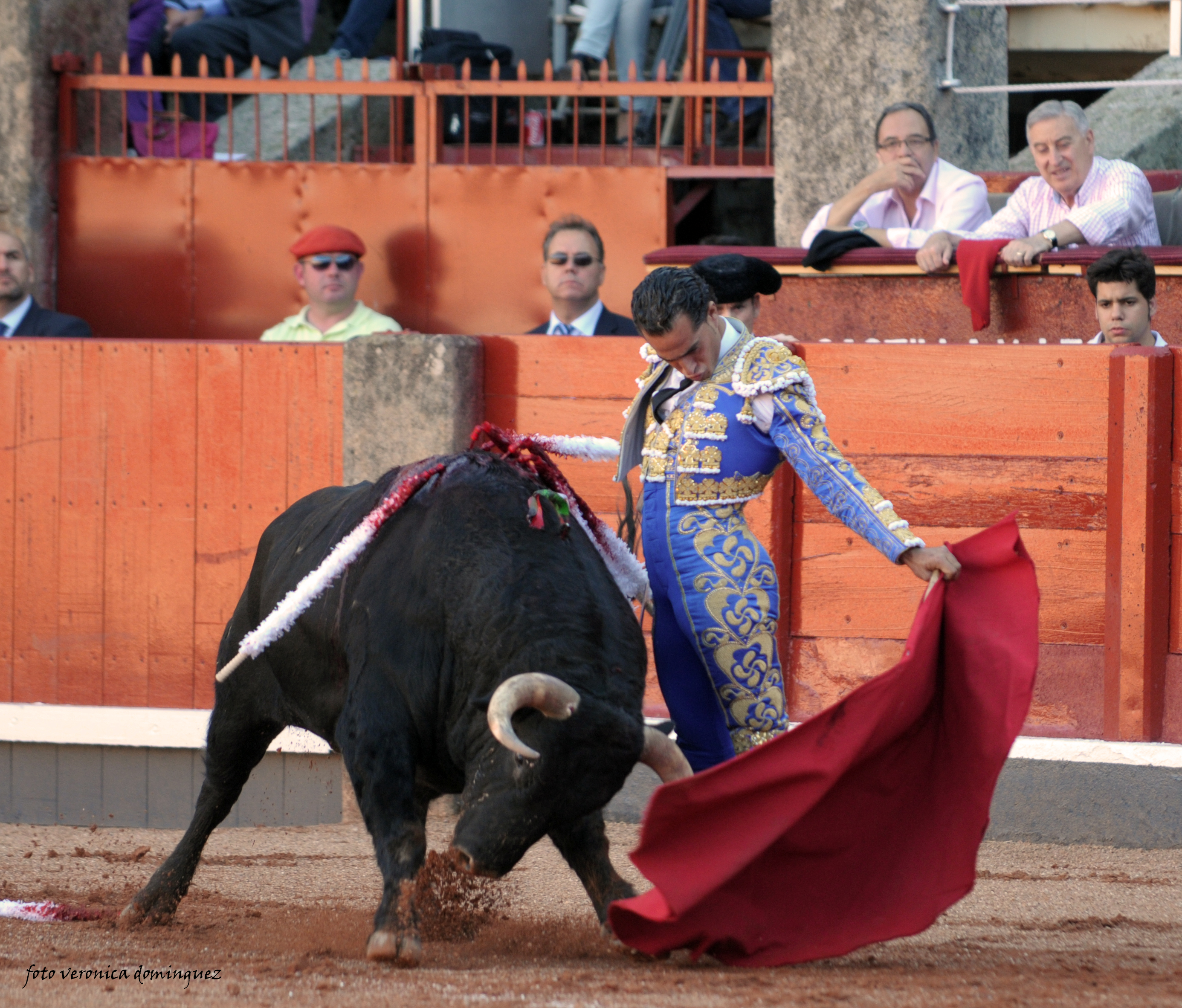
Iván Fandiño toreando con muleta

Durante el siglo xxi surgen nuevos toreros que se unen a los ya consolidados en años anteriores, presentando gran diversidad en estilos y trayectoria profesional, destacaron toreros como Julián López el Juli —primero escalafón en los años 2000, 2002 y 2019—, Finito de Córdoba —lideró el escalafón de 2001—, César Jiménez —primero del escalafón de 2003 y 2004—, David Fandila el Fandi quien lideró los escalafones desde el año 2005, 2006, 2008 al 2012 y 2015, Juan José Padilla —lideró escalafón de 2013-2014 y 2017—, López Simón —escalafón de 2016— o Andrés Roca Rey —escalafón de 2018—.
A estos toreros se le sumaron otras grandes figuras como Manuel Jesús el Cid, Cayetano Rivera Ordóñez, Sebastián Castella, Miguel Ángel Perera, Morante de la Puebla, José María Manzanares o José Tomás, quién el 5 de junio de 2008 cortó las cuatro orejas a los dos toros de su lote en una misma tarde en la plaza de toros de las Ventas, logró que no había sido conseguido por ningún otro torero desde hacía treinta y seis años, cuando 22 de mayo de 1972 en la misma corrida de toros los diestros Sebastián Palomo Linares obtuvo las cuatro orejas y un rabo y Curro Rivera Agüero obtuvo cuatro orejas de los toros lidiados.
En el inicio del siglo XXI dos toreros perdieron la vida en el ruedo, los espadas Víctor Barrio e Iván Fandiño.

## El torero en el arte

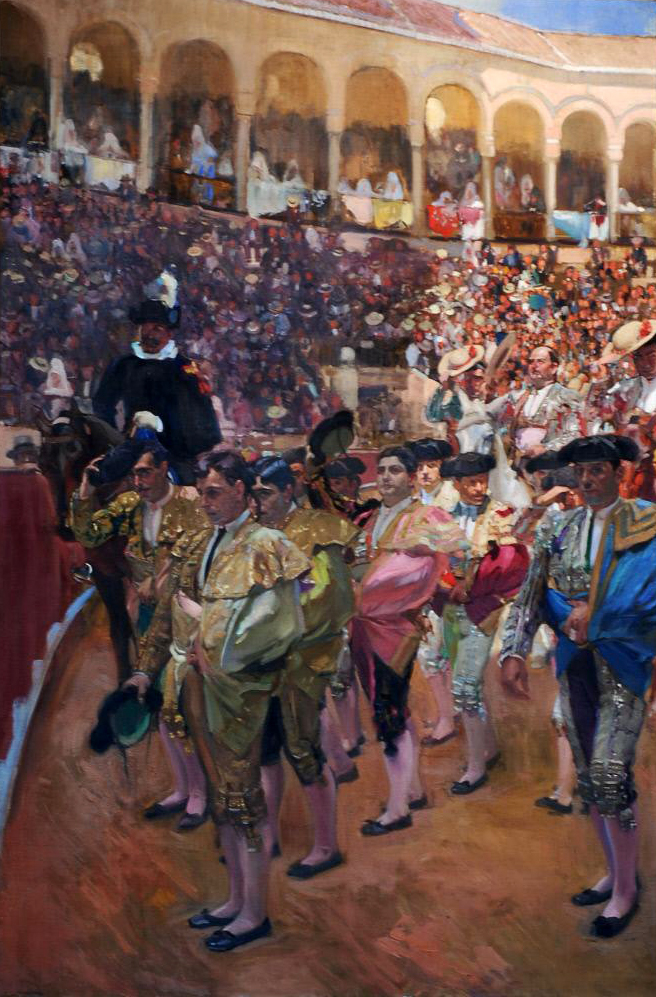
Sevilla. Los toreros, por Joaquín Sorolla

La figura del torero, al igual que otros aspectos de la tauromaquia han sido fuente de inspiración para artistas de diferentes géneros artísticos, destacan las creaciones a partir del siglo XVIII, sobre todo pictóricas a las que siguen además obras literarias y escultóricas, del siglo XIX. En el siglo XX se incorporan la fotografía, el cine, el vídeo, con lo que el torero como protagonista de las corridas de toros abarca prácticamente todas las disciplinas artísticas de diferentes países.

### Artes plásticas
Los toreros han sido protagonistas de conocidas obras pictóricas en todos los tiempos, algunas de estas obras forman parte del fondo de diferentes museos:
- Torero (1881) óleo sobre tabla del pintor valenciano Ignacio Pinazo Camarlench, colección del Museo del Prado.[78]
- Torero muerto (1864) del pintor francés Edouard Manet, colección de la National Gallery de Washington D. C. (Estados Unidos)[79]
- Valor varonil de la célebre Pajuelera en la de Zaragoza, (1814-1816) uno de los grabados al que Francisco de Goya reliazó para la colección La Tauromaquia, en el que representa a la torera Nicolasa Escamilla, La Pajuelera lidiando.[80]

### Cine

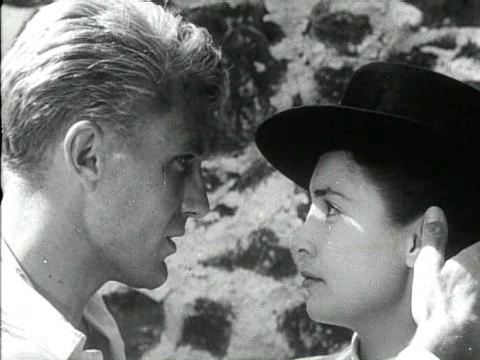
película (1951) El torero y la Dama

- Sangre y arena (1916) basada en la novela homónima de Blasco Ibáñez codirigida con Max André.[81] Se rodó una nueva versión en el año 1922 dirigida por el estadounidense Fred Niblo protagonizada por Rodolfo Valentino. En 1941 Robert Mamoulian rodó otra versión de la obra de Blasco Ibáñez protagonizada por Tyrone Power y Rita Hayworthn. La última versión realizada fue la de 1989, dirigida por José Frade y protagonizada por Sharon Stone.[82]
- Torero (1956) documental mexicano dirigido por Carlos Velo y protagonizada por Luis Procuna.
- La Malcasada (1926) dirigida por Francisco Gómez Hidalgo a las interpretaciones de María Banquer y José Nieto se le unieron la de Juan Belmonte e Ignacio Sánchez Mejías, el filme narra las desventuras amorosas de Rodolfo Gaona.[83]
- El torero y la Dama (1951) dirigida por el estadounidense Bud Boetticher, producida por John Wayne.[84]
- Juncal (1988) dirigida por Jaime de Armiñán (premio Goya de Honor de 2014) protagonizada por el actor Francisco Rabal y Rafael Álvarez el Brujo.[85]
- Sobrenatural (2013) dirigida por Juan Figueroa, rodada en la ciudad de Salamanca, protagonizada por el torero Andrés Vázquez el Nono. La película fue seleccionada en la 41 Mostra Internacional de Cinema de São Paulo, en el Festival de cine de Autor de Chicago y obtuvo el Premio al mejor film experimental en el Festival de Sídney.[86]

### Literatura
El torero ha sido una figura en la que se han inspirado diferentes escritores para crear sus obras, bien sean los propios personajes profesionales del toreo o bien el torero forma parte del argumento o de excusa para el título de la misma.
- La gaviota de Fernán Caballero, seudónimo de Cecilia Böhl de Faber, escrita en el siglo XIX en la que una joven cantante se enamora de un torero que fallece en el ruedo.[87]
- Sangre y Arena de Vicente Blasco Ibáñez, con el personaje del torero Juan Gallardo inspirada en el Espartero fallecido en 1894 en el ruedo y en Antonio Fuentes, amigo del escritor.[88]

### Música

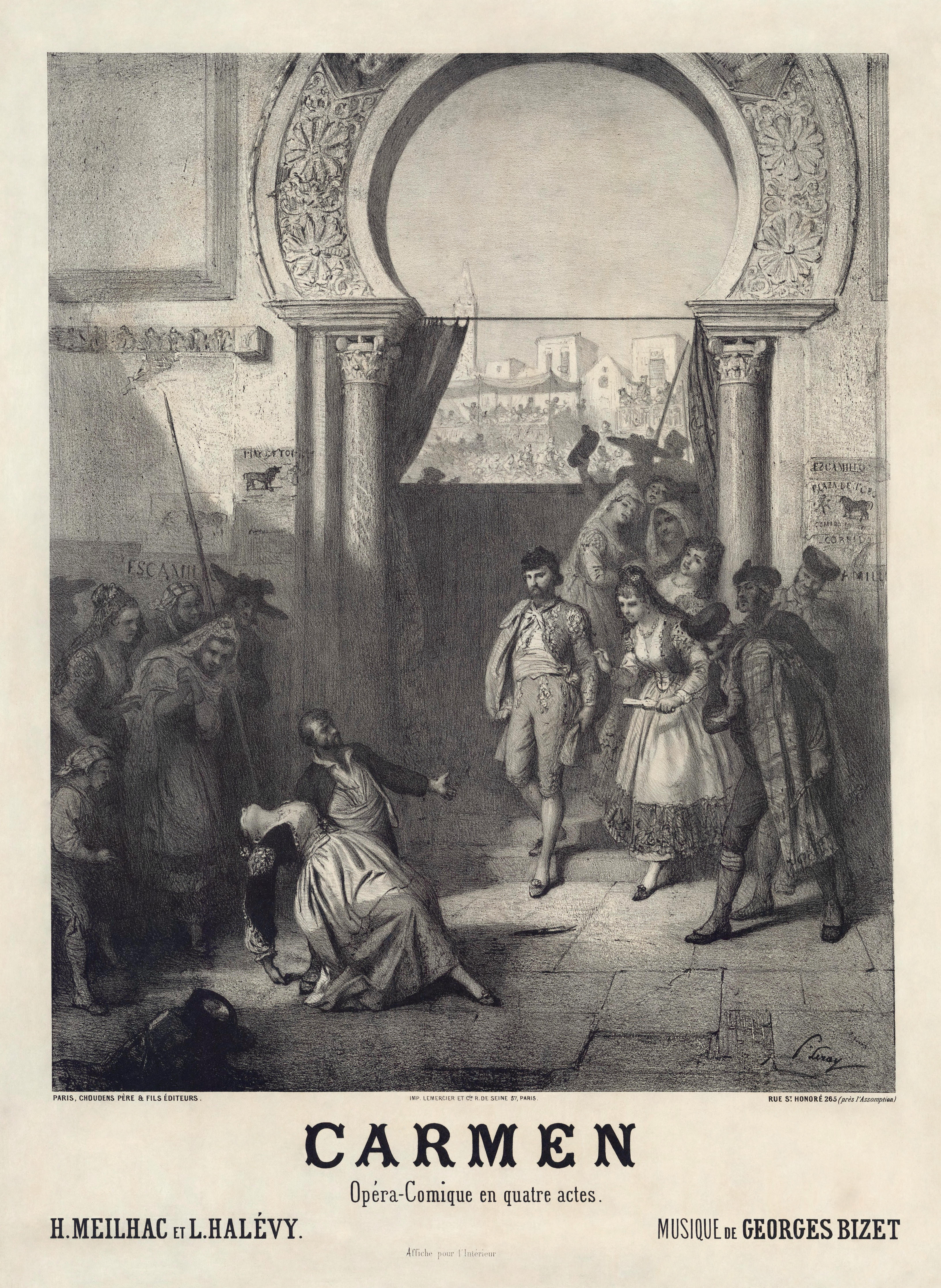
Litografía de 1875 de la ópera Carmen de Bizet

La ópera francesa Carmen compuesta por Georges Bizet en 1875, basada en la novela Carmen de Prosper Mérimée (1845), en el segundo acto hace referencia al sevillano Escamillo que viene a torear a la ciudad andaluza. El aria «Votre toast, je peux vous le rendre» conocida como el toreador,  canta las proezas del torero andaluz.

#### El flamenco
La unión entre el flamenco y la tauromaquia es finita, pues en ambas direcciones pueden encontrarse elementos de ambas culturas.  Al igual que el toreo, el flamenco se articula en forma similar que el diestro emplea los tiempos y en el desarrollo de los pases del toreo, características que también pueden verse en el bailador flamenco, que al igual que un torero, ejecuta las suertes, danza al ritmo del compás. El flamenco hace alusión a las suertes del toreo, a los toreros y al toro en las letras de los palos flamencos de bulerías, fandangos, seguiriyas, soleás o saetas, muchas de ellas surgidas de los poemas taurinos de poetas de la generación del 27.
- Alfileres de colores, disco Tierra y calma de Miguel Poveda (2006) canta al torero.[93]
- Arte y majestad, (1975) de Camarón de la Isla, letra dedicada al torero Curro Romero gran amigo del diestro sevillano.[94][95]
- Bulemía, (1995) bulería de José Ortega Heredia, Manzanita.[96]
- Curro Vega, (1962) alegrías, de Antonio el sevillano y Eduardo de la Malena dedicada al torero Carlos Puya, Gitanillo de Triana.[97][98]
- El Viti y su majestad (1964) fandango de Rafael Farina acompañado por Vargas Araceli (hijo) dedicado al torero salmantino Santiago Martín, el Viti. Farina además cantó a otros toreros como Manolete, Belmonte o Joselito.[99]
- Torero de Salamanca, de Rafael Farina

#### El pasodoble
El pasodoble es por antonomasia la música española asociada al torero, procedente de la tonadilla con la que se cerraba el entremés teatral y algunos bailes escénicos. Entre las tonadillas de tema taurino existen manuscritos del año 1135 de las fiestas de toros realizadas en Vera (La Rioja) interpretadas con clarines y timbales en los festejos populares de la villa. Estas composiciones derivaron en pasacalles y en un tipo de marcha militar que fue la que dio origen al pasodoble en el siglo XVIII con composiciones como:
- El torero, la maja y el petrimetre (1780) pasodoble  compuesto por  Pablo Esteve.[100]
- Gallito (1942?), pasodoble de Santiago Lope Gonzalo y José María Martín Domingo, dedicado al novillero Fernando Gómez Ortega, Gallito Chico (1884).[101][102]
- Manolete, (1939) compuesto por Pedro Orozco González en honor del torero cordobés. Sonó por primera vez en la plaza de toros de los Tejares.[103][104]

### Poesía

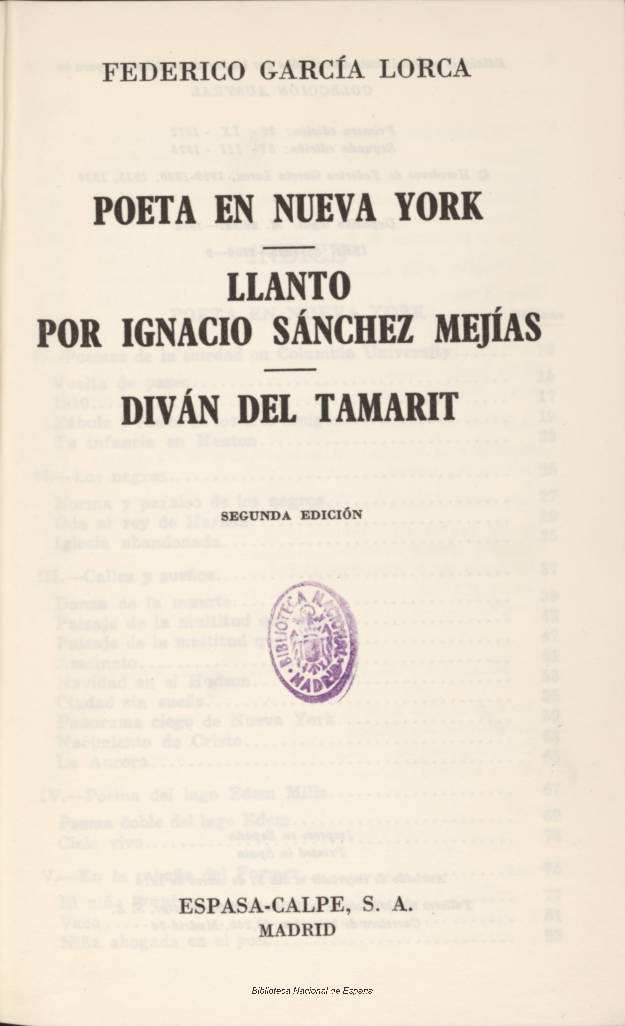
Lanto por Ignacio Sánchez Mejías de Federico García Lorca

Diferentes poetas se han interesado por los toreros a los que han dedicado versos en diferentes ocasiones, entre las más conocidas se encuentran:
- Rusticatio Mexicana (1782) de Rafael Landívar S.J. versos hexámetros, el guatemalteco vivió la obra en diferentes libros en los que detalla una corrida de toros y las funciones del torero.[105][106]
- La fiesta nacional (1900) poema de Manuel Machado dedicado al torero Antonio Fuentes Zurita.[107][108]
- Llanto por Ignacio Sánchez Mejías la elegía que Federico García Lorca escribió con motivo del fallecimiento del torero y amigo del poeta Ignacio Sánchez Mejías.[109]
- Elegía a Joselito (1926), poema de Gerardo Diego publicado en 1928 dedicado al torero Joselito.[110]
- Citación-fatal, elegía a Ignacio Sánchez Mejías, poema de Miguel Hernández.[111]

### Teatro
El teatro es una de las disciplinas artísticas en las que el toreo y los toreros han sido el tema central de diferentes representaciones como la zarzuela, el sainete, la comedia o el entremés, dado el carácter popular de los festejos taurinos.
- A puerta gayola, zarzuela anónima con música de Manuel Martínez Baena.[112]
- El alcalde toreador, (siglo XVIII) sainete lírico en dos actos de P. Llabrés y Felipe Subrá, música de J.M. Tena.[112]
- Las niñas toreras, sainete lírico de Francisco Palomares del Pino, música de E. López del Toro adaptada por M. Polie.[113]
- Pan y toros, (1864), zarzuela con libreto de José Picón y música compuesta por Francisco Asenjo Barbieri.[113]
- El torerador, sainete de Calderón de la Barca, música anónima.[114]
- ¿Manolete o Arruza? entremés de Jesús Morante Borrás estrenado el 16 de junio de 1945 en Radio Valencia.[115]
- Sinrazón, Zaya y Ni más ni menos, obra en tres actos del torero Ignacio Sánchez Mejías, editada en 1977 por Antonio Gallego Morell.[116]

## Estadística en España y Francia desde 1901
Toreros que han ocupado el primer puesto del escalafón taurino:
| Año  | Torero                                                                | N.º de corridas |
| ---- | --------------------------------------------------------------------- | --------------- |
| 1901 | Antonio Fuentes                                                       | 60              |
| 1902 | Ricardo Torres «Bombita»                                              | 57              |
| 1903 | Antonio Fuentes                                                       | 60              |
| 1904 | Rafael González «Machaquito»                                          | 65              |
| 1905 | Ricardo Torres «Bombita»                                              | 61              |
| 1906 | Rafael González «Machaquito»                                          | 65              |
| 1907 | Ricardo Torres «Bombita»                                              | 51              |
| 1908 | Ricardo Torres «Bombita»                                              | 63              |
| 1909 | Ricardo Torres «Bombita»                                              | 54              |
| 1910 | Rafael González «Machaquito»                                          | 62              |
| 1911 | Rafael González «Machaquito»                                          | 66              |
| 1912 | Rafael Gómez «el Gallo»                                               | 74              |
| 1913 | José Gómez «Joselito»                                                 | 80              |
| 1914 | José Gómez «Joselito»                                                 | 74              |
| 1915 | José Gómez «Joselito»                                                 | 102             |
| 1916 | José Gómez «Joselito»                                                 | 104             |
| 1917 | José Gómez «Joselito»                                                 | 103             |
| 1918 | José Gómez «Joselito»                                                 | 103             |
| 1919 | Juan Belmonte                                                         | 109             |
| 1920 | Ignacio Sánchez Mejías                                                | 90              |
| 1921 | Manuel Granero                                                        | 94              |
| 1922 | Marcial Lalanda                                                       | 79              |
| 1923 | Manuel García «Maera»                                                 | 64              |
| 1924 | José García «Algabeño»                                                | 50              |
| 1925 | Marcial Lalanda                                                       | 75              |
| 1926 | Cayetano Ordóñez «Niño de la Palma»                                   | 78              |
| 1927 | Cayetano Ordóñez «Niño de la Palma»                                   | 65              |
| 1928 | Manuel Jiménez Moreno «Chicuelo»                                      | 81              |
| 1929 | Marcial Lalanda                                                       | 85              |
| 1930 | Marcial Lalanda                                                       | 87              |
| 1931 | Domingo Ortega                                                        | 93              |
| 1932 | Domingo Ortega                                                        | 91              |
| 1933 | Domingo Ortega                                                        | 68              |
| 1934 | Domingo Ortega                                                        | 79              |
| 1935 | Manuel Mejías Rapela «Bienvenida» y Fermín Espinosa «Armillita Chico» | 64              |
| 1936 | Domingo Ortega                                                        | 45              |
| 1937 | Domingo Ortega                                                        | 35              |
| 1938 | Jaime Noáin y El Estudiante                                           | 25              |
| 1939 | Juan Belmonte                                                         | 39              |
| 1940 | Domingo Ortega                                                        | 57              |
| 1941 | Pepe Luis Vázquez                                                     | 68              |
| 1942 | Pepe Luis Vázquez                                                     | 68              |
| 1943 | Manuel Rodríguez «Manolete»                                           | 73              |
| 1944 | Manuel Rodríguez «Manolete»                                           | 93              |
| 1945 | Carlos Arruza                                                         | 108             |
| 1946 | Luis Miguel Dominguín                                                 | 62              |
| 1947 | Agustín Parra «Parrita»                                               | 71              |
| 1948 | Luis Miguel Dominguín                                                 | 100             |
| 1949 | Manuel González Cabello                                               | 78              |
| 1950 | Manuel dos Santos                                                     | 80              |
| 1951 | Luis Miguel Dominguín                                                 | 98              |
| 1952 | Antonio Ordóñez                                                       | 74              |
| 1953 | Pedro Martínez «Pedrés»                                               | 48              |
| 1954 | César Girón y José Mejías Silva «Calvo»                               | 54              |
| 1955 | Manuel Jiménez «Chicuelo»                                             | 67              |
| 1956 | César Girón                                                           | 68              |
| 1957 | Gregorio Sánchez                                                      | 73              |
| 1958 | Gregorio Sánchez                                                      | 87              |
| 1959 | Curro Girón                                                           | 81              |
| 1960 | Diego Puerta                                                          | 71              |
| 1961 | Curro Girón                                                           | 74              |
| 1962 | Jaime Ostos y Diego Puerta                                            | 79              |
| 1963 | Paco Camino                                                           | 76              |
| 1964 | Santiago Martín «el Viti»                                             | 77              |
| 1965 | Manuel Benítez «el Cordobés»                                          | 111             |
| 1966 | Paco Camino                                                           | 95              |
| 1967 | Manuel Benítez «el Cordobés»                                          | 109             |
| 1968 | Miguel Márquez                                                        | 101             |
| 1968 | Antonio Sierra Doblas «el Carnicero»                                  | 101             |
| 1969 | Miguel Márquez                                                        | 97              |
| 1970 | Manuel Benítez «el Cordobés»                                          | 121             |
| 1971 | Manuel Benítez «el Cordobés»                                          | 87              |
| 1972 | Francisco Rivera «Paquirri»                                           | 86              |
| 1973 | Pedro Gutiérrez «Niño de la Capea»                                    | 84              |
| 1974 | Antonio José Galán                                                    | 91              |
| 1975 | Pedro Gutiérrez «Niño de la Capea»                                    | 92              |
| 1976 | Pedro Gutiérrez «Niño de la Capea»                                    | 86              |
| 1977 | José María Manzanares                                                 | 86              |
| 1978 | Pedro Gutiérrez «Niño de la Capea»                                    | 80              |
| 1979 | Pedro Gutiérrez «Niño de la Capea»                                    | 76              |
| 1980 | Dámaso González                                                       | 70              |
| 1981 | Pedro Gutiérrez «Niño de la Capea»                                    | 67              |
| 1982 | Juan Antonio Ruiz «Espartaco»                                         | 69              |
| 1982 | Juan José Leyton Pérez                                                | 20              |
| 1983 | Paco Ojeda                                                            | 84              |
| 1984 | José María Manzanares                                                 | 72              |
| 1985 | Juan Antonio Ruiz «Espartaco»                                         | 91              |
| 1986 | Juan Antonio Ruiz «Espartaco»                                         | 88              |
| 1987 | Juan Antonio Ruiz «Espartaco»                                         | 100             |
| 1988 | Juan Antonio Ruiz «Espartaco»                                         | 82              |
| 1989 | Juan Antonio Ruiz «Espartaco»                                         | 87              |
| 1990 | Juan Antonio Ruiz «Espartaco»                                         | 107             |
| 1991 | Juan Antonio Ruiz «Espartaco»                                         | 80              |
| 1992 | Enrique Ponce                                                         | 100             |
| 1993 | Enrique Ponce                                                         | 110             |
| 1994 | Jesús Janeiro «Jesulín de Ubrique»                                    | 153             |
| 1995 | Jesús Janeiro «Jesulín de Ubrique»                                    | 161             |
| 1996 | Jesús Janeiro «Jesulín de Ubrique»                                    | 121             |
| 1997 | Enrique Ponce                                                         | 108             |
| 1998 | Manuel Díaz «el Cordobés»                                             | 108             |
| 1999 | Julián López «el Juli»                                                | 135             |
| 2000 | Julián López «el Juli»                                                | 106             |
| 2001 | Juan Serrano Pineda «Finito de Córdoba»                               | 102             |
| 2001 | Ángel Muñoz Leyton                                                    | 20              |
| 2002 | Julián López «el Juli»                                                | 112             |
| 2003 | César Jiménez                                                         | 94              |
| 2004 | César Jiménez                                                         | 106             |
| 2005 | David Fandila «el Fandi»                                              | 107             |
| 2006 | David Fandila «el Fandi»                                              | 108             |
| 2007 | Manuel Díaz «el Cordobés»                                             | 97              |
| 2008 | David Fandila «el Fandi»                                              | 111             |
| 2009 | David Fandila «el Fandi»                                              | 98              |
| 2010 | David Fandila «el Fandi»                                              | 95              |
| 2011 | David Fandila «el Fandi»                                              | 75              |
| 2012 | David Fandila «el Fandi»                                              | 73              |
| 2013 | Juan José Padilla                                                     | 64              |
| 2014 | Juan José Padilla                                                     | 67              |
| 2015 | David Fandila «el Fandi»                                              | 67              |
| 2016 | Alberto López Simón                                                   | 68              |
| 2017 | Juan José Padilla                                                     | 56              |
| 2018 | Roca Rey                                                              | 58              |
| 2019 | Julián López «el Juli»                                                | 43              |
| 2020 | Enrique Ponce                                                         | 16              |
| 2021 | José Antonio Morante «Morante de la Puebla»                           | 49              |
| 2022 | José Antonio Morante «Morante de la Puebla»                           | 100             |
| 2023 | Roca Rey                                                              | 58              |
| 2024 | Roca Rey                                                              | 70              |